# Comte de Toralla
Comte de Toralla fou un títol nobiliari concedit per l'arxiduc Carles III el 1708, amb motiu de les celebracions per la vinguda a Barcelona de la reina Elisabet Cristina, i atorgat a Alexandre de Palau i d'Aguilar, castlà de Talarn i senyor de Fígols, que en fou l'únic titular a causa del desenllaç de la guerra de Successió.
Lluís Alemany de Toralla, besavi d'Alexandre de Palau i d'Aguilar, havia estat varvassor de Toralla.